# 昌塔利韋爾格爾根河
67°36′N 178°22′E / 67.600°N 178.367°E

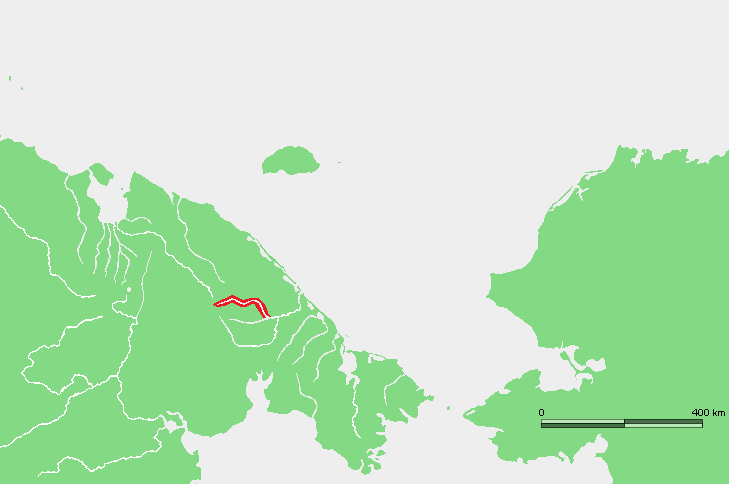
昌塔利韋爾格爾根河位置

昌塔利韋爾格爾根河是俄羅斯的河流，位於楚科奇自治區內，自接近北極圈的發源地往東流入阿姆古埃馬河，河道全長約210公里，每年有超過8個月結冰。

## 外部連結
- Tourism and Environmental data （页面存档备份，存于）